# Luiz Menezes
Luiz Maia de Bittencourt Menezes (ur. 1 kwietnia 1897 w Salvadorze, zm. 16 lutego 1954) – piłkarz brazylijski znany jako Luiz Menezes lub Luiz Meneses, napastnik.
Urodzony w Salvador, stolicy stanu Bahia Luiz Menezes, karierę piłkarską rozpoczął w 1913 roku w klubie Botafogo FR, w którym grał do 1921 roku.
Jako piłkarz klubu Botafogo wziął udział w turnieju Copa América 1916, czyli pierwszych w dziejach oficjalnych mistrzostwach kontynentalnych. Brazylia zajęła trzecie miejsce, a Luiz Menezes zagrał we wszystkich trzech meczach – z Chile, Argentyną i Urugwajem.
W latach 1917 i 1918 Luiz Menezes został królem strzelców I ligi stanu Rio de Janeiro (Campeonato Carioca).
Wciąż jako gracz Botafogo wziął udział w turnieju Copa América 1919, gdzie Brazylia zdobyła mistrzostwo Ameryki Południowej. Luiz Menezes zagrał tylko w jednym meczu – z Chile.
Luiz Menezes w 1916 i 1919 rozegrał łącznie w reprezentacji Brazylii 5 meczów.